# Варгас, Жетулиу
Жету́лиу Дорне́лис Ва́ргас (порт. Getúlio Dornelles Vargas; 19 апреля 1882, Сан-Боржа, Риу-Гранди-ду-Сул, Бразильская империя — 24 августа 1954, Рио-де-Жанейро, Бразилия) — бразильский государственный и политический деятель, президент Бразилии в 1930—1945 и 1950—1954 годах. Время его президентства известно как «Эра Варгаса».

## Детство и юность

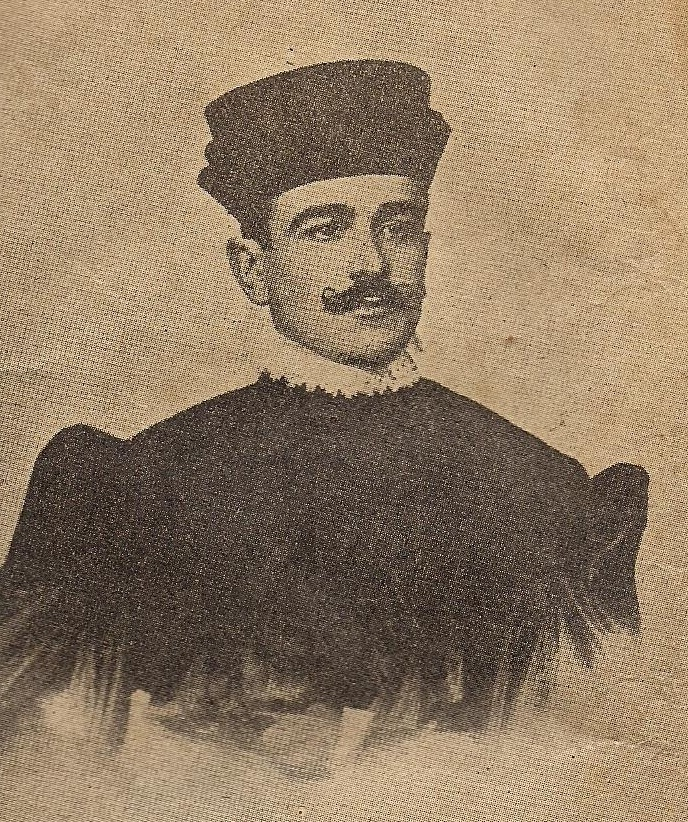
Жетулиу Варгас в 1907 году

Жетулиу Варгас родился 19 апреля 1882 года в Сан-Борже, Риу-Гранди-ду-Сул, на границе с Аргентиной, в семье Мануэла ду Насименту Варгаса и Кандиды Дорнелис Варгас. Отец его был уроженцем Сан-Паулу, а мать родилась в богатой семье на Азорских островах.
Жетулиу рано оставил школу и поступил в военное училище. Но вскоре он ушёл из армии, занявшись изучением права и журналистикой, окончил школу права в Порту-Алегри и получил докторскую степень по юриспруденции.
В 1911 году Жетулиу женился на Дарси Сарманью, которая впоследствии родила ему пятерых детей.

## Начало карьеры
В 1922 году был избран в законодательное собрание штата Риу-Гранди-ду-Сул. Некоторое время был министром финансов при президенте Вашингтоне Луисе, но ушёл в отставку, чтобы участвовать в губернаторских выборах в своём родном штате. После своего избрания губернатором Риу-Гранди-ду-Сул в 1928 году он стал ведущей фигурой оппозиции.
В 1930 году Варгас создал между новой городской буржуазией и землевладельцами, враждебно настроенными к правительству, Либеральный альянс и выдвинулся от Альянса кандидатом в президенты.

## Революция 1930 года

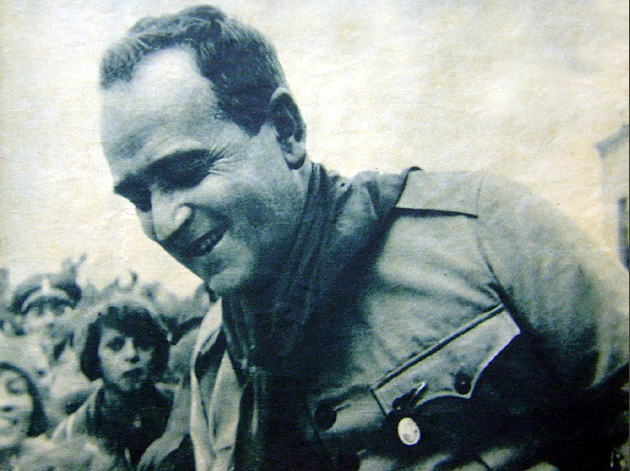
Жетулиу Варгас в ноябре 1930 года

В начале 1930 года президент Вашингтон Луис объявил своим наследником губернатора штата Сан-Паулу Жулиу Престиса, что противоречило так называемой политике кофе с молоком, согласно которой президентом должен был стать губернатор штата Минас-Жерайс Антониу Карлус Рибейру ди Андрада. В Бразилии начался кризис власти.
Антониу Карлус, которого называли архитектором революции, присоединился к оппозиционному Либеральному альянсу Жетулиу Варгаса. 1 марта 1930 года были проведены президентские выборы. Кандидат от власти Жулиу Престис победил с 1 091 000 голосов против 742 000 Варгаса.
Однако Варгас не признал своё поражение и обвинил правительство в фальсификации результатов голосования. Более того, он объявил свою победу и начал приготовления к вооружённому противостоянию с правительством. Примерно за два месяца до окончания полномочий Вашингтона Луиса значительно усилились массовые антиправительственные выступления. 10 октября Жетулиу Варгас во главе своих сторонников выехал поездом в Рио-де-Жанейро, столицу страны. Пытаясь остановить его, правительственные войска перекрыли дороги, в результате чего 12-13 октября в Кватигви, на границе штатов Сан-Паулу и Парана, произошли вооружённые столкновения с революционными войсками. Большое сражение могло произойти в Итараре, но его предотвратило фактическое падение правительства 24 октября 1930 года. Власть временно оказалась в руках хунты в составе генералов Аугусту Тасу Фрагозу, Мены Баррету и адмирала Исайаса ди Нороньи.

## Первый период президентства

### Временное правительство
Через неделю после смены власти Варгас прибыл в столицу, и 3 ноября 1930 года, в 3 часа дня, хунта официально передала ему власть. Так закончился период Старой Республики. В своей инаугурационной речи Варгас назвал 17 целей, которые должно было выполнить Временное правительство. С этого дня Варгас стал править Бразилией в качестве временного президента.
Варгас стремился вывести Бразилию из Великой депрессии за счёт политики государственной интервенции. Он приобрёл симпатии с помощью новых для Бразилии массовых идеологий популизма и национализма. Также как и у Франклина Делано Рузвельта в США, его первые шаги были сосредоточены на экономическом стимулировании, программы, с которой были согласны все фракции проваргасовской коалиции.

### Конституция 1934 года
В 1934 году, через два года после восстания конституционалистов в штате Сан-Паулу, Варгас согласился на принятие новой конституции Бразилии. При помощи этой конституции он, в первую очередь, хотел получить возможность переизбраться на пост президента, так как его первый президентский срок заканчивался уже в ноябре.
Новая конституция была принята на всенародном голосовании 16 июля 1934 года. Несмотря на свою недолговечность, данная конституция впервые была написана выбранными представителями народа на практически справедливых многопартийных выборах. Вследствие этого она содержала ряд усовершенствований политической, социальной и экономической жизни, например, независимость судебной власти, предоставление выборных прав женщинам, создание веток судебной власти для контроля над выборами и трудовыми отношениями, провозглашение свободы слова, религии, передвижений и митингов. С другой стороны конституция содержала и некоторые элементы итальянского фашизма и давала Варгасу контроль над рабочими союзами.
Многие положения новой конституции никогда не осуществились на практике. После 1934 года режим характеризовался почти полным подавлением оппозиции, что не давало возможности исполнять многие требования конституции. Как стало видно уже несколькими годами позднее, Варгас просто собирал силы, чтобы уничтожить демократические учреждения и установить диктаторский режим парафашистского толка.

### Диктатура
Авторитарному режиму Варгаса всё больше угрожали различные леворадикальные группы, искавшие союза с бедным крестьянством. Результатом стало образование Национально-освободительного альянса во главе с предводителем одного из восстаний офицеров-тенентистов Луисом Карлосом Престесом, вступившим в Бразильскую коммунистическую партию, и последовавшее Ноябрьское восстание 1935 года.
Несмотря на популистское прозвище «Отец бедных», дальнейшее продвижение Варгаса в направлении удовлетворения требований латифундистов привело Варгаса к альянсу с интегралистами, полувоенным фашистским движением Плиниу Салгаду. Этот альянс способствовал заметному росту роли движения, которое быстро превратилось в важную политическую силу в Бразилии. После 1934 года также начинается получение контроля над общественными организациями и профсоюзами через создание фиктивных организаций такого рода, государственное посредничество и объединение организаций.
Начиная с 1935 года политика Варгаса преследовала две главные цели: стимулирование промышленного роста и улучшение жизни рабочего класса (с параллельным подчинением его организаций государству). Правительство реализовало корпоративистские идеи, заложенные в конституции 1934 года, которые должны были объединить все слои населения, как и в фашистской Италии. При этом рост промышленности и урбанизация увеличивала роль рабочего класса, приводя к необходимости объединения его в альянс. Варгас, как и несколько позднее Хуан Перон в соседней Аргентине, следовал стратегии Муссолини, объединяя рабочий класс под лозунгами национализма.

### Эстадо Ново

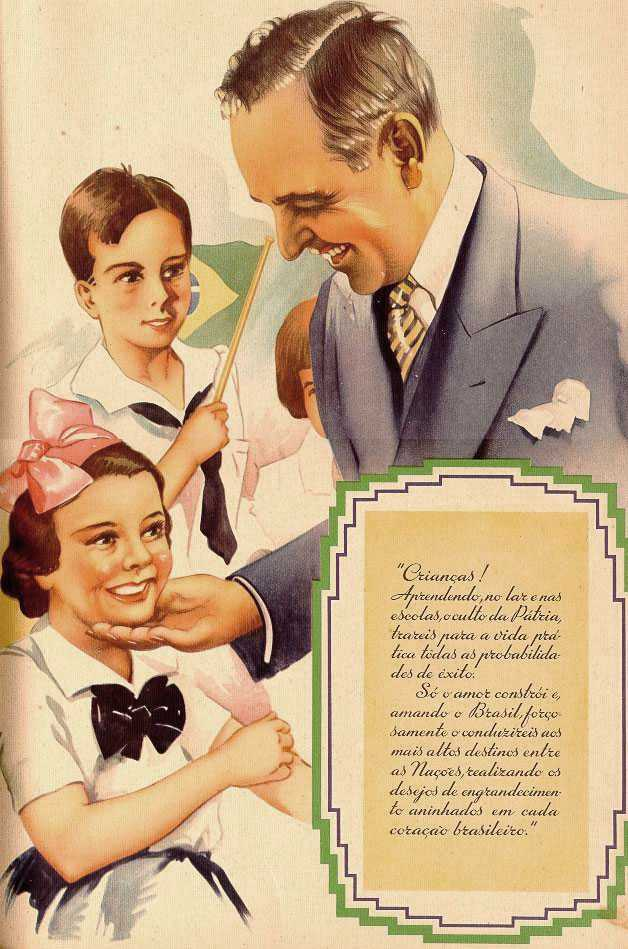
Варгас на плакате, пропагандирующем Эстадо Ново

Корпоративистская диктатура Варгаса «Эстадо Ново» (с порт. — «Новое государство») окончательно материализовалась в 1937 году. Предполагалось, что Варгас оставит должность президента в январе 1938 года, как это требовала конституция 1934 года, но 29 сентября 1937 года генерал Дутра представил так называемый «План Коэна», описывавший детальный план коммунистической революции. «План Коэна» был лишь фальсификацией, сделанной интегралистами, но Варгас использовал его, чтобы объявить в стране режим чрезвычайного положения.
10 ноября Варгас в радиообращении к народу заявил о принятии на себя диктаторских полномочий, которые закреплялись новой конституцией. Варгас приостановил президентские выборы, распустил Национальный конгресс, отменил оппозиционные политические партии, ввёл жёсткую цензуру, организовал централизованную полицию, усилил орган политического сыска ДОПС и наполнил тюрьмы политическими диссидентами, пропагандируя национализм и установив полный контроль над государственной политикой.

### Свержение
Несмотря на фашистскую природу «Эстадо Ново», Бразилия выступила во Второй мировой войне на стороне союзников, что привело к непониманию среди бразильского среднего класса. В связи с антифашистскими настроениями Варгас был вынужден пойти на некоторую либерализацию режима: он объявил «новую послевоенную эру свободы», включавшую амнистию для политических заключённых, возвращение президентских выборов и легализацию оппозиционных партий.
Были созданы несколько партий, включая Бразильскую рабочую (трабальистскую) партию, почётным председателем которой стал сам Варгас. Её базой были вертикально организованные профсоюзы, контролируемые Министерством труда, а сама она была призвана служить популистской альтернативой, удерживающей рабочих от присоединения к коммунистическому и социалистическому движению, однако вскоре верх в ней взяли представители левого крыла — Жуан Гуларт и Леонел Бризола.
Тем не менее, именно недовольство этой провозглашённой президентом либерализацией и привело к новому государственному перевороту. 29 октября 1945 года наиболее правые члены правительства Варгаса, генералы Педру Монтейру и Эурику Гаспар Дутра, свергли его с поста президента и назначили временным президентом главу Верховного суда Бразилии Жозе Линьяриса.

## Период с 1945 по 1950 годы
Вскоре в стране состоялись президентские выборы, на которых победил маршал Дутра, бывший военный министр в правительстве Варгаса. Варгас поддержал его политику, из-за чего и не был выслан из страны.
В 1946 году Варгас был избран сенатором от штата Риу-Гранди-ду-Сул и заседал в сенате до 1950 года. Однако он не принимал активного участия в заседаниях сената и был единственным парламентарием, не подписавшим в 1946 году новую Конституцию.

## Второй период президентства
Варгас вернулся в большую политику в 1950 году, когда принял участие в президентских выборах на основе свободного и тайного голосования. Набрав большинство голосов, он вновь пришёл к власти, но уже в качестве всенародно избранного президента. Залогом успеха Варгаса стала его огромная популярность в народе.
В политике Варгас следовал прежним курсом: расширил нефтедобывающую и металлургическую отрасли промышленности, разработал национальную систему обеспечения страны электроэнергией, основал Национальный банк экономического развития. Такая политика только укрепляла авторитет президента.
Но в 1954 году ситуация резко обострилась: повысился уровень инфляции, вследствие чего начались забастовки рабочих, требовавших увеличения заработной платы. В августе 1954 года высшие военные чины потребовали отставки Варгаса.

## Смерть

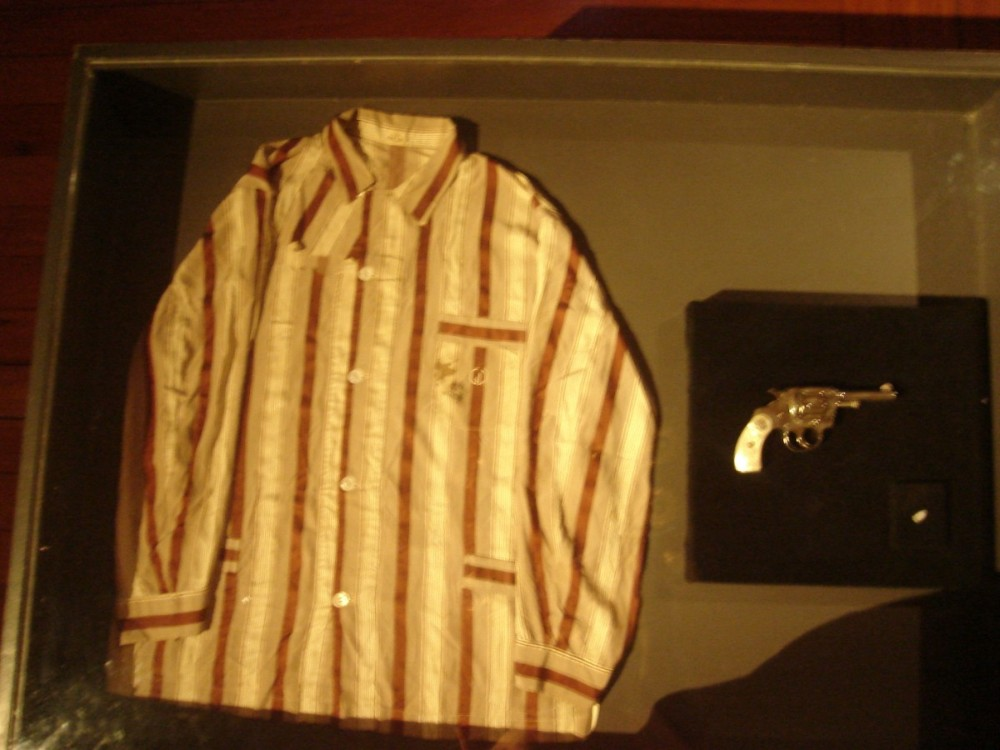
Револьвер и рубашка Варгаса с пулевым отверстием в груди (экспонат в Президентском дворце).

С подачи политических оппонентов Варгаса в стране начался кризис, кульминацией которого стало покушение на жизнь главного соперника президента — Карлоса Ласерды 5 августа на улице Тонелеру, во время которого был убит спутник Ласерды майор Рубенс Вас. В организации этого покушения был обвинён лейтенант Грегорио Фортунато, начальник личной охраны Варгаса. Это спровоцировало недовольство среди военных, и генералы потребовали отставки президента. Тот пытался сопротивляться до конца и назначил на вечер 24 августа экстренное совещание кабинета министров с участием силовиков, но получил известие, что офицеры на уступки не пойдут.

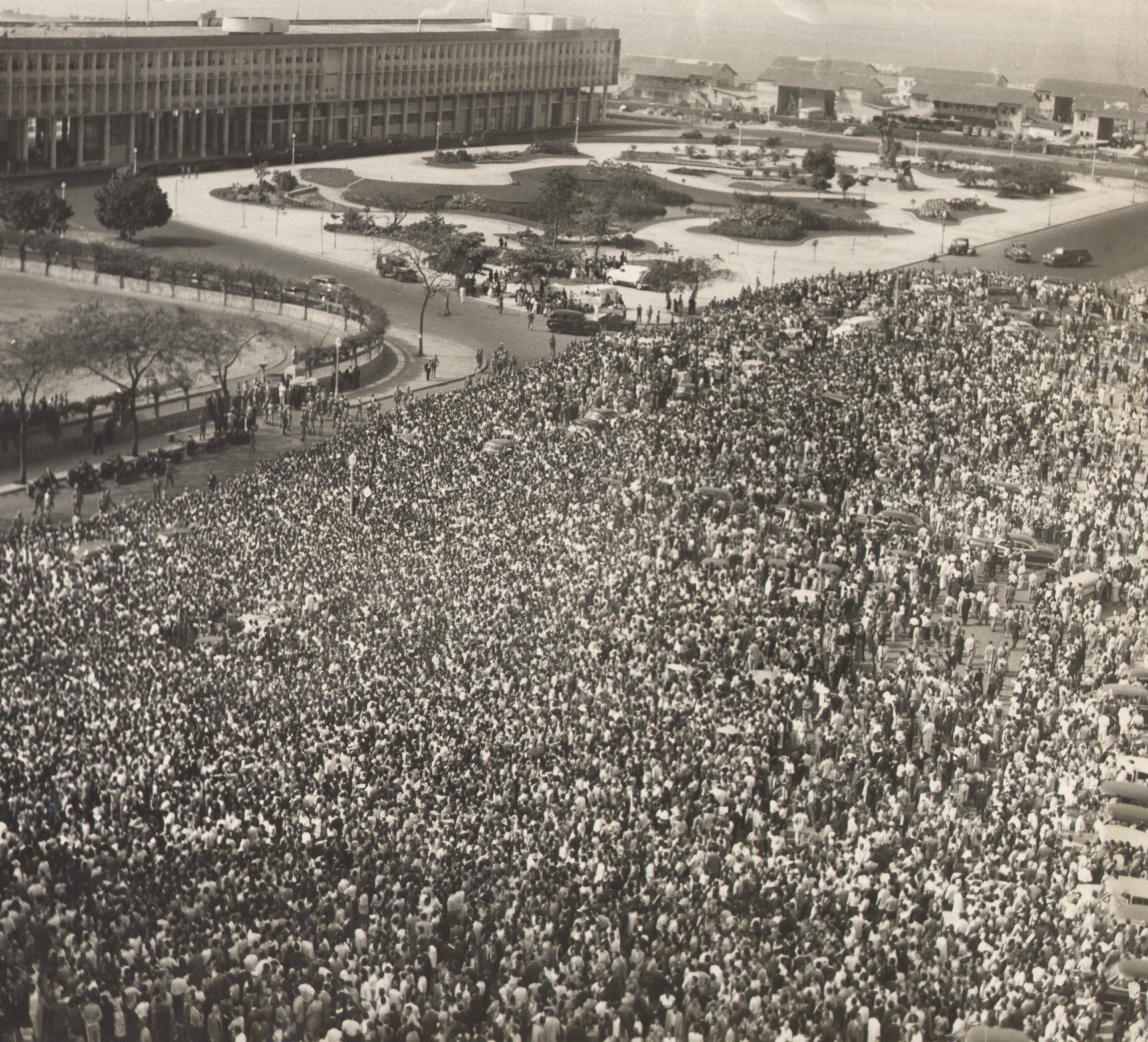
Проводы тела Жетулиу Варгаса из Рио-де-Жанейро для захоронения в Сан-Борже, 1954. Национальный архив Бразилии

Осознав, что контроль над ситуацией потерян, Варгас совершил самоубийство, выстрелив в грудь из револьвера во дворце Катете. В предсмертной записке Варгас высказал убеждённость в правильности проводимой им политики и желание своей смертью привлечь внимание к национальным проблемам. Получили известность последние строки этого письма: «Я спокойно делаю свой первый шаг по дороге в вечность и расстаюсь с жизнью, чтобы войти в историю».
После объявления о смерти Варгаса и публикации этого письма по всей стране прошли многочисленные демонстрации, посвящённые памяти президента.
Похоронен Варгас в родном городе Сан-Боржа в Риу-Гранди-ду-Сул. Пижаму президента с пулевым отверстием в груди выставляют во дворце Катете.

## Память

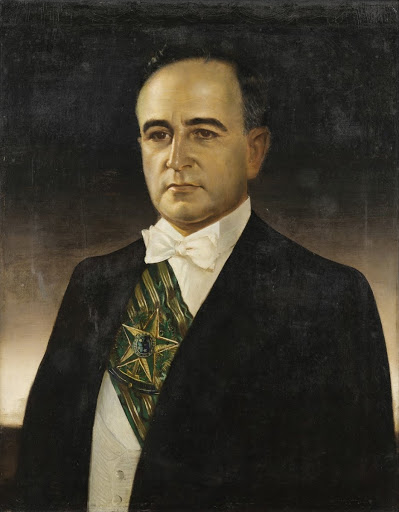
Портрет Жетулиу в 1939 году работы Кандидо Портинари

В честь Варгаса получили названия муниципалитеты Жетулиу-Варгас в штате Риу-Гранди-ду-Сул и Президенти-Жетулиу в Санта-Катарине, а также станция метро Президенти Варгас в Рио-де-Жанейро. Также его именем был назван один из крупнейших в мире алмазов (весом более чем в 726 карат), добытый в Бразилии в 1938 году.
Жетулиу Варгас — один из главных героев рассказа Роберта Шекли «После этой войны другой уже не будет» (англ. There Will Be No War After This One, 1987)
В 2014 году был снят фильм Жетулиу, основанный на последних моментах жизни тогдашнего президента за 19 дней до 24 августа 1954 года.